# غبر (سمك)
غُبَر أو غَوْبَر (الاسم العلمي: Merlangius merlangus، وبالإنجليزية: Whiting وبالفرنسية: Merlan)، جنس ونوع من الأسماك البحرية من فصيلة الغادسيات ورتبة غادسيات الشكل، وهو سمك غذائي مهم في شمال شرق المحيط الأطلسي وشمال البحر الأبيض المتوسط وغرب بحر البلطيق والبحر الأسود. في البلدان الناطقة باللغة الإنجليزية خارج النطاق الطبيعي للغبر، تم تطبيق الاسم الإنجليزي "Whiting" على أنواع أخرى مختلفة من الأسماك.

## طالع أيضًا
- غبر المتوسط